# غافن جونسون
غافن جونسون (بالإنجليزية: Gavin Johnson)‏ (10 أكتوبر 1970 المملكة المتحدة - ) هو لاعب كرة قدم بريطاني يلعب كمدافع.

## روابط خارجية
- غافن جونسون على موقع قاعدة بيانات كرة القدم.إي يو (الإنجليزية)
- غافن جونسون على موقع Soccerbase.com (لاعب) (الإنجليزية)
- غافن جونسون على موقع عالم كرة القدم.نت (الإنجليزية)